# 秀篆镇
秀篆镇是中華人民共和國福建省詔安縣下轄的一個鎮，位於詔安縣西北部，東面為官陂鎮、霞葛鎮，北與平和縣九峰鎮接壤，西面毗鄰廣東省饒平縣建饒鎮、饒洋鎮、上饒鎮。全鎮面積133平方公里，全境屬客語區，通行詔安客語。

## 姓氏由來
王游姓， 秀篆王氏乃唐琅琊王懿忠之后。于明永乐年间，王念八从福建汀州府宁化县移居漳州府漳浦县秀篆埔坪磐石示下村居住。娶妻江八娘，单生一子取名先益。先益未满周岁，王念八不幸身故，遗下孀室幼子。时有埔坪崩田游念四（秀篆游氏始祖）之长孙东升房的游信忠，娶妻谢氏大娘、无子。与王念八生前有莫逆之交，遂将先益扶养成人，并分给田地、房产，随信忠改姓游，娶妻陈氏二娘，传下宗亮、宗武、宗晚三房。现秀篆王游氏裔孙建磐石祖祠，祀王念八为始祖，祀游信忠为远祖。
吕姓， 吕祖谦六世孙有万春、大正、十二郎。吕万春世居福建汀州宁化石壁乡，明永乐间其子秉仁、秉居居漳州诏安二都秀篆河尾，传北田、玉龙、石溪、中楼、营唇、盛坝、园门、瑶头诸房。
黄姓， 元末明初，均仲公第九子，镇秀黄九公携侄闢山黄念一公，自福建永定北山徙居广东潮州饶平三饶官田暂居，因官田旱地多而水源匮乏，又迁往饶平上饶柏嵩岩下村，在岩下居住一年之久，乃迁居漳州秀篆等处，至秀篆溪中游狮子山麓开基。支分九房；故以“九子黄公”闻名于篆山内外，公为秀篆开基之始祖也。自始祖镇秀公开基秀篆以来，已繁衍二十多代。
李姓， 始祖李火德，字丙凤，号闽南，宋代迁居福建汀州上杭官田。始迁祖仲仪，火德十世孙，明代移居漳州诏安县秀篆乡。
罗姓， 罗氏源于江西、吉安郡源派十八郎，从广东大埔枫朗坎下开基立业，罗三郎生二子，长子厚公，从广东迁至福建诏安县秀篆镇，为入诏开基祖。罗氏迁入秀篆者，厚公（伯六公）乃诏邑秀篆罗氏始祖。
游姓， 入闽始祖酢，宋理学家。本派始祖乐山，元末自福建汀州府上杭县迁居漳州府。始迁祖乐山子念四，明代入居漳州秀篆。
廖姓， 祖资公元朝人，原籍福建省漳州府漳浦县云霄埔尾乡（今云霄县莆美镇），生八子：一郎、二郎、三郎、四郎、五郎、六郎、七郎）、八郎。携谭、肖二妣，一郎、七郎从福建迁往广东长乐五华县冻塘坑（今广东梅州五华县）居住立业。后葬漳州府漳浦县二都小篆山埔坪（今诏安县秀篆镇埔坪村）。七郎后裔从广东五华回福建诏安秀篆镇埔坪村居住。

## 外部連結
- 秀篆鎮人民政府網站
- 秀篆网 （页面存档备份，存于）
- 福建客家網秀篆論壇 （页面存档备份，存于）